# Giacomo Delayto
Giacomo Delayto (Rovigo, seconda metà del Trecento – ...) è stato un notaio e storiografo italiano.
Figlio di Nascimbene, dopo aver conseguito il notariato si stabilì a Ferrara dove lavorò presso la Cancelleria degli Estensi. Il suo operato venne apprezzato dal marchese Alberto V d'Este e attorno al 1390 venne da questi nominato cancelliere. Mantenne questo incarico anche sotto il successore Niccolò III il quale, in segno di riconoscenza, lo investì di alcune terre attorno a Rovigo (1394 e 1398).
Della sua attività abbiamo importanti testimonianze: è autore di buona parte dell'Alberti II et Nicolai III officiorum publicorum decretorumque registrum 1392-1396 e di altri documenti inseriti nel Nicolai III officiorum publicorum decretorumque registrum 1397-1404. Si aggiungono una serie di rogiti risalenti al periodo 1390-1406.
Il lavorò del Delayto non si limitò alla sola cancelleria. Nel 1398, per esempio, sovraintese alla cessione, in favore di Obizzo da Polenta, di alcune terre poste ad Argenta.
Dal 1393 al 1409, spronato dallo stesso marchese, lavorò a un'opera annalistica in cui riportava gli eventi occorsi sotto Niccolò III: la Chronica nova illustris et magnifici Domini domini Nicolai marchionis Estensis. Si tratta di una preziosa fonte per la storia di Ferrara e della famiglia d'Este e nel 1731 il Muratori la dava alle stampe inserendola nei Rerum Italicarum Scriptores con il titolo di Annales Estensens.
Della sua vita privata non si conosce pressoché nulla. Da alcune lettere inviate da Niccolò III nel 1401 sappiamo che ricopriva la carica di fattore generale un certo Delayto ma è difficile identificarlo con Giacomo visto che proprio in quegli anni erano al servizio del marchese anche Delayto Delayto (suo fratello) e un Nascimbene Delayto (la cui parentela non è chiara).